# گربه‌های نبرد
نبرد گربه‌ها (انگلیسی: The Battle Cats)، یکی از بازی‌های رایگان دفاع از برج و نوعی بازی ویدئویی است.